# Euthalia rickettsi
Euthalia rickettsi är en fjärilsart som beskrevs av Hall 1930. Euthalia rickettsi ingår i släktet Euthalia och familjen praktfjärilar. Inga underarter finns listade i Catalogue of Life.